# Język ibu
Język ibu (a. ibo, iboe) – język zachodniopapuaski, który był używany w pobliżu ujścia rzeki Ibu na wyspie Halmahera w Indonezji (kecamatan Ibu, kabupaten Halmahera Barat). Należy do grupy języków północnohalmaherskich.
Prawdopodobnie nigdy nie miał dużej społeczności użytkowników. Pod koniec XIX w. jego użytkownicy zamieszkiwali wsie Gamici, Gamlamo i Tobae (miejscowości Tewatewa i Ligua już nie istniały). W Gamici i Gamlamo był wypierany przez język ternate, a w Tobae – przez język tabaru (tobaru), do czego przyczyniły się konwersje na islam oraz małżeństwa mieszane (Tabaru, Waioli). W 1980 r., w miejscowości Gamlamo, pewną jego znajomość mieli już tylko niektórzy najstarsi mieszkańcy. W 1984 r. cała społeczność etniczna liczyła 50 osób. W 2018 r. znały go tylko trzy osoby w podeszłym wieku.
Zróżnicowanie etniczne regionu i mniejszościowy charakter grupy etnicznej Ibu sprzyjają wielojęzyczności. W 2018 r. odnotowano, że miejscowa ludność posługuje się trzema językami: ternate, lokalnym malajskim oraz indonezyjskim. W pobliżu używane są języki waioli, gamkonora i tabaru.
Bywa klasyfikowany jako jeden z dialektów języka sahu (wraz z waioli i gamkonora).
Został opisany w postaci dwujęzycznego słownika (Kamus dwibahasa Indonesia-Ibo, 2014).